# Grimpoteuthis boylei
Grimpoteuthis boylei is een inktvissensoort uit de familie van de Grimpoteuthidae. De wetenschappelijke naam van de soort is voor het eerst geldig gepubliceerd in 2003 door Collins.